# Vojko V
Andrija Vujević (Knin, 19. januar 1985), poznatiji kao Vojko V ili Vojko Vrućina, je hrvatski reper. Trenutno nastupa solo, ali je ime izgradio kao član grupa Dječaci i Kiša metaka.

## Biografija
Andrija Vujević je rođen 19. januara 1985. godine u Kninu, kao sin novinarke Ede Vujević i profesora elektrotehnike na Splitskom sveučilištu Slavka Vujevića. Vujevića su deca u školi zadirkivala i rugala mu se da je Srbin zbog imena i prezimena, a i zbog toga što je rođen u Kninu u kojem je tada, pre rata, bio značajni broj Srba. Međutim, on je rekao da je slučajno rođen u Kninu jer zbog velike zime njegova majka nije uspela da se vrati u Split, a porođaj nije mogao da čeka.
Studirao je u Splitu i diplomirao iz oblasti računarstva. U struci je radio dve godine pa dobio otkaz kao tehnološki višak. Nakon toga se, počevši od 1999. godine okrenuo muzici, kada je u Splitu krenuo da pravi prve demo snimke.
Nakon gostovanja Zonda 2000. godine u splitskoj hip hop emisiji, Andrija je, zajedno sa Ivom Sivim, splitskim reperom, kontaktirao Zonda, tako da su oni već sledeće godine gostovali u istoj emisiji i bacali fristajl u etar. Narednih godina, Andrija, tada poznat pod umetničkim imenom Nebu, i Ivo, tada poznat kao Drugi, počeli su da stiču popularnost, dok se Zondo posvetio sopstvenim hip-hop projektima. Godine 2003. snimili su, zajedno sa Vrućim psom i MC Miškom, andergraund pesmu Još trčimo ulice. Ubrzo su, nakon Zondovog dolaska u Split iste godine, Zondo i Ivo osnovali grupu Tesla Stiliti, koja je često sarađivala sa Nebuom, pa su tokom 2004. godine snimili pesme Bek in d dejs 1, Nazad na ugao, Nemoš se je*at s ovim i Boli nas ku*ac šta vama piše u Winampu. Iduće godine grupa je promenila naziv u Dječaci i njen stalni član postao je i Vojko. Prvi album sa Dječacima Vojko je objavio na jesen 2008. godine pod nazivom Drama za Dop Records/Menart, koji je 2009. godine osvojio Zlatnu kuglu za album godine. Sledeća dva albuma — Istina i Firma — objavljena su za Kroaciju rekords 2011. i 2015. godine, respektivno.
Solo karijeru započeo je 2018. godine, objavljivanjem pesme Zovi čovika januara 2018. Dva meseca kasnije izbacio je Pasta Italiana — pesmu koja predstavlja neobičnu saradnju sa Krešom Bengalkom i Tončijem Huljićem. Pesmu su inicijalno snimili Vojko i Krešo i pritom koristili sempl Huljićeve pesme Gamele, tako da je Kroacija rekords zahtevala od njih da dobiju dozvolu od Huljića za korišćenje sempla. Tonči je odobrio, ali je Vojku ukazao na to da je pesma prekratka za standardni radio format i pristao da i on učestvuje u snimanju kako bi se pesma produžila.
Treći singl pod nazivom Ne može izdat je sredinom aprila 2018. godine, čime je najavljen prvi solo album Vojko, koji je izašao 26. aprila. Ovaj album je Vojku na 26. dodeli Muzičke nagrade Porin doneo čak šest nominacija i tri nagrade — dve nagrade odneo je sam album, za album godine i najbolji album klupske muzike, dok je nagradu za najbolji video dobio spot za pesmu Ne može.
U julu 2018. godine je nastupao na Exit festivalu u Novom Sadu i na Sidens festivalu, a imao je i solo koncert u zagrebačkom Domu sportova. I tri godine docnije je nastupao na novosadskome Egzitu. Pre nastupa mu se ispunila velika želja da gostuje u Joca & Nidža Show, srpskom andergraund podkastu.

## Diskografija
| Sa Dječacima Albumi Drama (2008) Istina (2011) Firma (2015) Singlovi Struja (2014) Boli nas ku*ac šta vama piše u Winampu (2004) Tipkovnice u zrak (2004) Najbolja pjesma (2004) Nazad na ugao (2004) Na kraju dana (2005) Optika 2005 (2005) Benganje na kuli (2005) Dan-D za pande (2005) Doležal Sanja (2006) Čisto zlato (2006) Kurve i olovo (2006) Govno je na vatri (2006) Svodničin' (2006) [ 7 ] Tikvice (2010) TOP (2010) (2012) Zoni ti si lud (2013) [ 8 ] [ 9 ] (2014) [ 10 ] Koma [ 11 ] (2016) | Solo karijera Albumi Vojko (2018) [ 12 ] Ne može Zovi čovika ( . Krešo Bengalka , Tonči Huljić ) Rođendan ( . Antonio Makinja , Krešo Bengalka , Vuk Oreb ) Ceca u Parizu ( . - Wikluh Sky }-) Cilit Beng ( . Vuk Oreb ) Popaj Kako to Marjan Hip-hop ( . Krešo Bengalka ) Dvojko (2023) [ 13 ] Sharebedžija Evo me opet Opa Nikoliko Bunga Party Ela Mamacita Vino Moja Lipa Umoran Tt-33 Shoe Care '98 Saborska Penzija Tour Life Singlovi Kuje i laseri (2010, . ) |

## Nagrade
- Nagrada Zlatna kugla (2009) — album godine za album Drama
- 26. Nagrada Porin (2019) — album godine za album Vojko[14]
- 26. Nagrada Porin (2019) — najbolji album klupske muzike za album Vojko[14]
- 26. Nagrada Porin (2019) — najbolji video za spot za pesmu Ne može[14]
- 26. Nagrada Porin (2019) — najbolje likovno oblikovanje albuma za album Vojko (nominacija)[14]
- 26. Nagrada Porin (2019) — pesma godine za pesmu Ne može (nominacija)[14]
- 26. Nagrada Porin (2019) — najbolja muška vokalna izvedba (nominacija)[14]
- Nagrada Hrvatskog udruženja za odnose s javnošću — komunikator godine (nominacija)[6]

## Spoljašnje veze
- Vojko  na sajtu
- Vojko  na sajtu
- Vojko  na sajtu Jutjub
- Vojko Vrućina na sajtu discogs.com
- Gostovanje Vojka V u emisiji Joca & Nidža Show